# James Coleman (sociologue)
Pour les articles homonymes, voir Coleman et James Coleman (homonymie).
James S. Coleman est un sociologue américain né le 12 mai 1926 dans l'Indiana et mort le 25 mars 1995 à Chicago. Coleman a été formé à l'école de Lazarsfeld. Il est depuis les années 1980 l'individualiste méthodologique le plus connu aux États-Unis.  Il est aussi un tenant de l'analyse des réseaux sociaux.

## Travaux marquants
Coleman est largement cité dans le domaine de la sociologie de l'éducation. Dans les années 1960, le US Office of Education lui a demandé, ainsi qu'à plusieurs autres universitaires, de rédiger un rapport sur l'égalité dans l'éducation aux États-Unis. Ce fut l'une des plus grandes études en histoire, avec plus de 650 000 étudiants dans l'échantillon. Le résultat a été un rapport de plus de 700 pages. Le rapport de 1966, intitulé Equality of Educational Opportunity (Égalité des chances en matière d’éducation — aussi connu sous le nom de "rapport Coleman"), a alimenté le débat sur les "effets sur l’école" qui est toujours d'actualité. Le rapport est généralement présenté comme une preuve que le financement des écoles n’a que peu d’effets sur les résultats des élèves, ce qui constitue une conclusion clé du rapport et des recherches ultérieures,,. L'un des constats du rapport était que pour les installations physiques, les programmes scolaires formels et autres critères mesurables, il y avait peu de différences entre les écoles noires et blanches. En outre, il existait déjà un écart important entre les résultats des enfants noirs et les enfants blancs en première année. Malgré des conditions similaires dans les écoles noires et blanches, l'écart se renforçait à la fin de l'école primaire. La seule variable cohérente expliquant les différences de score au sein de chaque groupe racial ou ethnique était la réussite scolaire et économique des parents, ce qui signifie que les antécédents et le statut socio-économique des élèves jouaient un rôle prépondérant  dans la détermination des résultats scolaires d'un élève. Et en particulier, les attitudes des parents et des éducateurs à la maison et celle des pairs à l’école des élèves à l’égard de l’éducation. De plus, les différences de qualité entre les écoles et les enseignants avaient un impact positif limité sur les résultats des élèves. Le rapport a conduit à de nombreuses recherches supplémentaires. La recherche moderne a produit des conclusions similaires,,.

## Publications
- Union Democracy, avec Seymour Martin Lipset, 1956
- The Adolescent Society (1961)
- Introduction to Mathematical Sociology (1964)
- Equality of Educational Opportunity (1966)
- Youth: Transition to Adulthood (1973)
- High School Achievement (1982)
- Individual Interests and Collective Action (1986)
- « Social Theory, Social Research, and a Theory of Action », American Journal of Sociology, 91, p. 1309-1335, 1986.
- « Social Capital in the Creation of Human Capital », American Journal of Sociology, 94, p. 95-120, 1988, lire en ligne.
- Foundations of Social Theory (1990)